# Eucalyptus discreta
Eucalyptus discreta är en myrtenväxtart som beskrevs av Murray Ian Hill Brooker. Eucalyptus discreta ingår i släktet Eucalyptus och familjen myrtenväxter. Inga underarter finns listade i Catalogue of Life.